# Turraea leonensis
Turraea leonensis är en tvåhjärtbladig växtart som beskrevs av Ronald William John Keay. Turraea leonensis ingår i släktet Turraea och familjen Meliaceae. Inga underarter finns listade i Catalogue of Life.